# Themashanga
Themashanga – wieś w Botswanie w dystrykcie North East. Według spisu ludności z 2011 roku wieś liczyła 1648 mieszkańców.